# شهرک چک جهمره
شهرک چک جهمره (به انگلیسی: Chak Jhumra) یک تحصیل در پاکستان است که در ناحیه فیصل آباد واقع شده‌است.